# Korzkwy
Korzkwy – wieś w Polsce położona w województwie wielkopolskim, w powiecie pleszewskim, w gminie Pleszew.
W latach 1975–1998 miejscowość administracyjnie należała do województwa kaliskiego.

## Historia
Po raz pierwsze wzmiankowane w 1411 roku. W 1829 roku Korzkwy stały się własnością Władysława Rokossowskiego herbu Glaubicz i Józefy z Czarneckich, po których przejął je Ludwik Rokossowski.Od 1856 roku majątek był w rękach pochodzącej z Moraw rodziny Szeniców. Maria Szenica poślubiła Józefa Osmeckiego i  to oni, po śmierci Artura Szenica, od 1932 roku prowadzili majątek w Korzkwach do czasu wybuchu II wojny światowej w 1939 roku.

## Zabytki
- Dwór z 1911 roku zbudowany dla Artura Szenica[4]. Dwór łączy stylistykę tradycyjnego dworu polskiego (ganek z kolumnami przed wejściem, wysoki dach) z modnym na początku XX wieku cechami wczesnomodernistycznymi (uproszczone szczyty, gładkie połacie ścian, stonowana dekoracyjność). W okresie okupacji hitlerowskiej dwór znajdował się pod zarządem niemieckim. W 1967 roku dwór wyremontowano i adaptowano na restaurację "Dworek" i biura Rolniczego Kombinatu Spółdzielczego "Nowy Świat"[6]. Do dworu przylega zaniedbany park krajobrazowy.
- Garaż dworski z 1924 roku.
- Brama dworska
- Park z XIX wieku